# Vítor Manuel de Oliveira
Vítor Manuel de Oliveira (Paranhos, 15 de Maio de 1975) é um futebolista português, que joga actualmente no Clube Desportivo Trofense.
No final da época de 2008/09 foi anunciado o prolongar do seu vinculo contratual com o Trofense por um época.